# Канарська течія

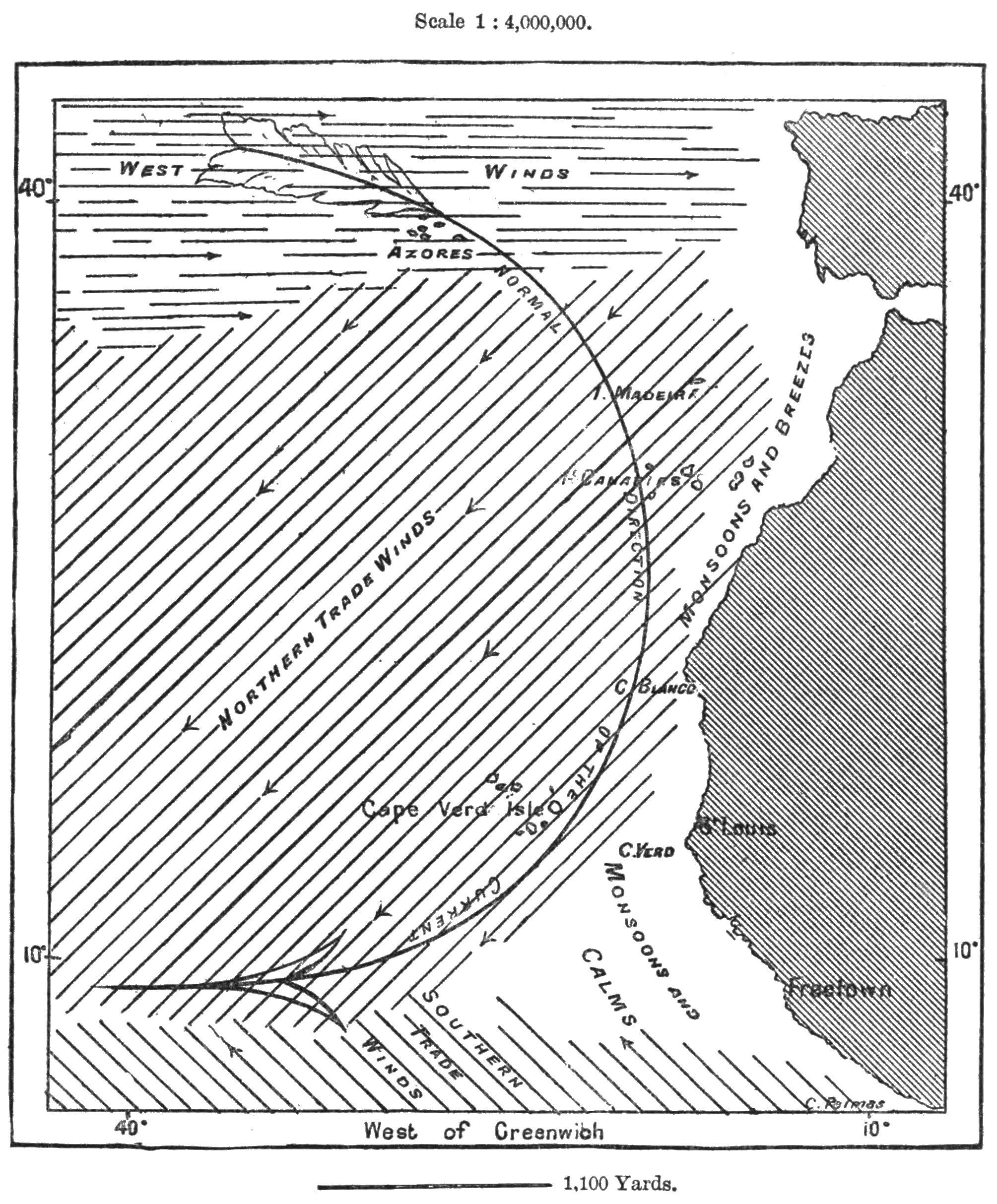
Вертикальна Канарська течія

Канарська течія — холодна морська течія Атлантичного океану, що рухається з півночі на південь вздовж Піренейського півострова та Північно-Західної Африки. Є східною периферією північного субтропічного антициклонального круговороту поверхневих вод, як гілка Північно-Атлантичної течії. На півдні Канарська течія переходить в Північну пасатну, частково відхиляючись у Гвінейську затоку. Назва течії походить від Канарських островів.
Середня швидкість до 2 км/год (55 см на секунду). Ширина 400—600 км. Температура води в лютому від 12 °C до 23°С, серпні від 19 °C до 26°С. Солоність води 36,0-36,8 ‰.